# Tàu điện ngầm Daegu
Daegu Metro phục vụ chủ yếu là cho thành phố Daegu, Hàn Quốc.

## Tuyến
| Tên tuyến Tiếng Anh | Tên tuyến Hangul | Ga bắt đầu         | Ga kết thúc      | Ga | Tổng độ dài bằng km |
|                     |                  |                    |                  |    |                     |
| Tốc hành:           |                  |                    |                  |    |                     |
|                     | 1호선            | Daegok             | Ansim            | 32 | 28.4 km             |
|                     | 2호선            | Munyang            | Đại học Yeungnam | 29 | 31.4 km             |
| Monorail:           |                  |                    |                  |    |                     |
|                     | 3호선            | Trung tâm y tế KNU | Yongji           | 30 | 23.9 km             |
|                     |                  |                    |                  |    |                     |

### Tuyến 1
Tuyến 1 địa điểm của vụ cháy tàu điện ngầm Daegu năm 2003, khi một kẻ cố ý đốt lửa trên tàu trong giờ cao điểm và làm thiệt mạng gần 200 người.

### Tuyến 2
Tuyến 2 được hoàn thành vào tháng 10 năm 2005.

### Tuyến 3
Tuyến 3 (monorail) đang được xây dựng và mở cửa vào tháng 4 năm 2015.

## Tuyến đang xây dựng

### Tuyến AGT
Sở giao thông vận tải đã phê duyệt kế hoạch xây dựng một tuyến tự động vận chuyển.

## Phí
Mức phí là 1.200 won cho vé dừng bất kì trên tàu điện ngầm và chỉ 1.100 won với việc sử dụng thẻ vận chuyển.

## Liên kết
- Tàu điện ngầm đô thị Daegu Lưu trữ ngày 29 tháng 4 năm 2010 tại Wayback Machine
- UrbanRail.net: Daegu Lưu trữ ngày 24 tháng 10 năm 2005 tại Wayback Machine